# Mathons
Mathons est une commune française située dans le département de la Haute-Marne, en région Grand Est.

## Géographie

### Localisation
Située à 9 km à l'ouest de Joinville sur le plateau surplombant Joinville par l'ouest, entre la Marne et la Blaise, la commune se compose du village lui-même et de hameaux tels que celui des BonsHommes.

### Hydrographie
La commune est dans la région hydrographique « la Seine de sa source au confluent de l'Oise (exclu) » au sein du bassin Seine-Normandie. Elle n'est drainée par aucun cours d'eau,.

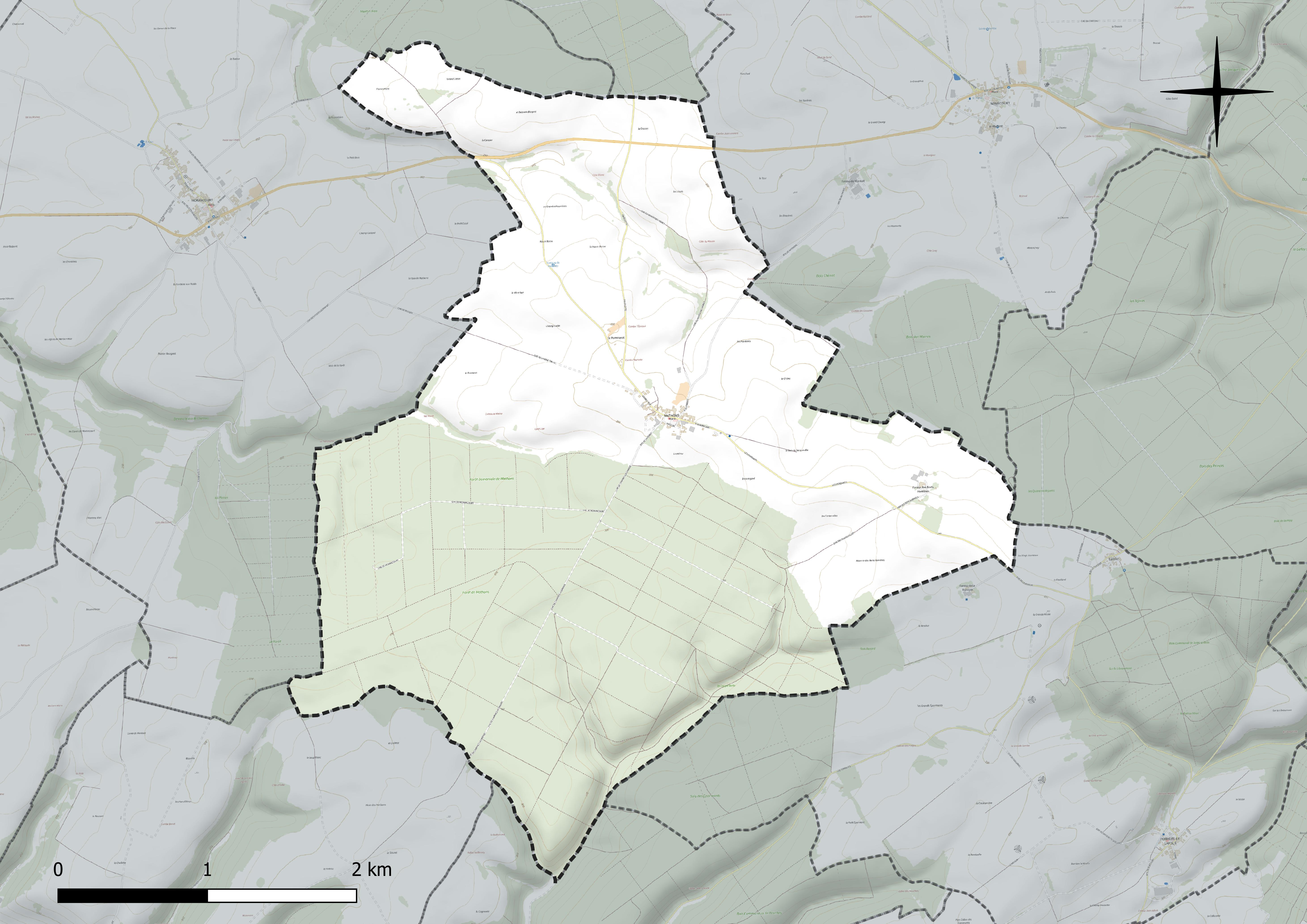
Réseau hydrographique de Mathons.

### Climat
Pour des articles plus généraux, voir Climat du Grand Est et Climat de la Haute-Marne.
En 2010, le climat de la commune est de type climat de montagne, selon une étude du Centre national de la recherche scientifique s'appuyant sur une série de données couvrant la période 1971-2000. En 2020, Météo-France publie une typologie des climats de la France métropolitaine dans laquelle la commune est exposée à un climat océanique altéré et est dans la région climatique Lorraine, plateau de Langres, Morvan, caractérisée par un hiver rude (1,5 °C), des vents modérés et des brouillards fréquents en automne et hiver.
Pour la période 1971-2000, la température annuelle moyenne est de 9,9 °C, avec une amplitude thermique annuelle de 16,3 °C. Le cumul annuel moyen de précipitations est de 1 009 mm, avec 13,6 jours de précipitations en janvier et 9,5 jours en juillet. Pour la période 1991-2020, la température moyenne annuelle observée sur la station météorologique de Météo-France la plus proche, « Blécourt », sur la commune de Blécourt à 5 km à vol d'oiseau, est de 10,8 °C et le cumul annuel moyen de précipitations est de 879,6 mm. 
La température maximale relevée sur cette station est de 40,2 °C, atteinte le 25 juillet 2019 ; la température minimale est de −18 °C, atteinte le 20 décembre 2009,,.
Les paramètres climatiques de la commune ont été estimés pour le milieu du siècle (2041-2070) selon différents scénarios d'émission de gaz à effet de serre à partir des nouvelles projections climatiques de référence DRIAS-2020. Ils sont consultables sur un site dédié publié par Météo-France en novembre 2022.

## Urbanisme

### Typologie
Au 1er janvier 2024, Mathons est catégorisée commune rurale à habitat très dispersé, selon la nouvelle grille communale de densité à sept niveaux définie par l'Insee en 2022.
Elle est située hors unité urbaine. Par ailleurs la commune fait partie de l'aire d'attraction de Joinville, dont elle est une commune de la couronne,. Cette aire, qui regroupe 31 communes, est catégorisée dans les aires de moins de 50 000 habitants,.

### Occupation des sols
L'occupation des sols de la commune, telle qu'elle ressort de la base de données européenne d’occupation biophysique des sols Corine Land Cover (CLC), est marquée par l'importance des territoires agricoles (51,3 % en 2018), une proportion sensiblement équivalente à celle de 1990 (50,8 %). La répartition détaillée en 2018 est la suivante : 
terres arables (44,5 %), forêts (41,6 %), milieux à végétation arbustive et/ou herbacée (7,1 %), prairies (6,8 %). L'évolution de l’occupation des sols de la commune et de ses infrastructures peut être observée sur les différentes représentations cartographiques du territoire : la carte de Cassini (XVIIIe siècle), la carte d'état-major (1820-1866) et les cartes ou photos aériennes de l'IGN pour la période actuelle (1950 à aujourd'hui).

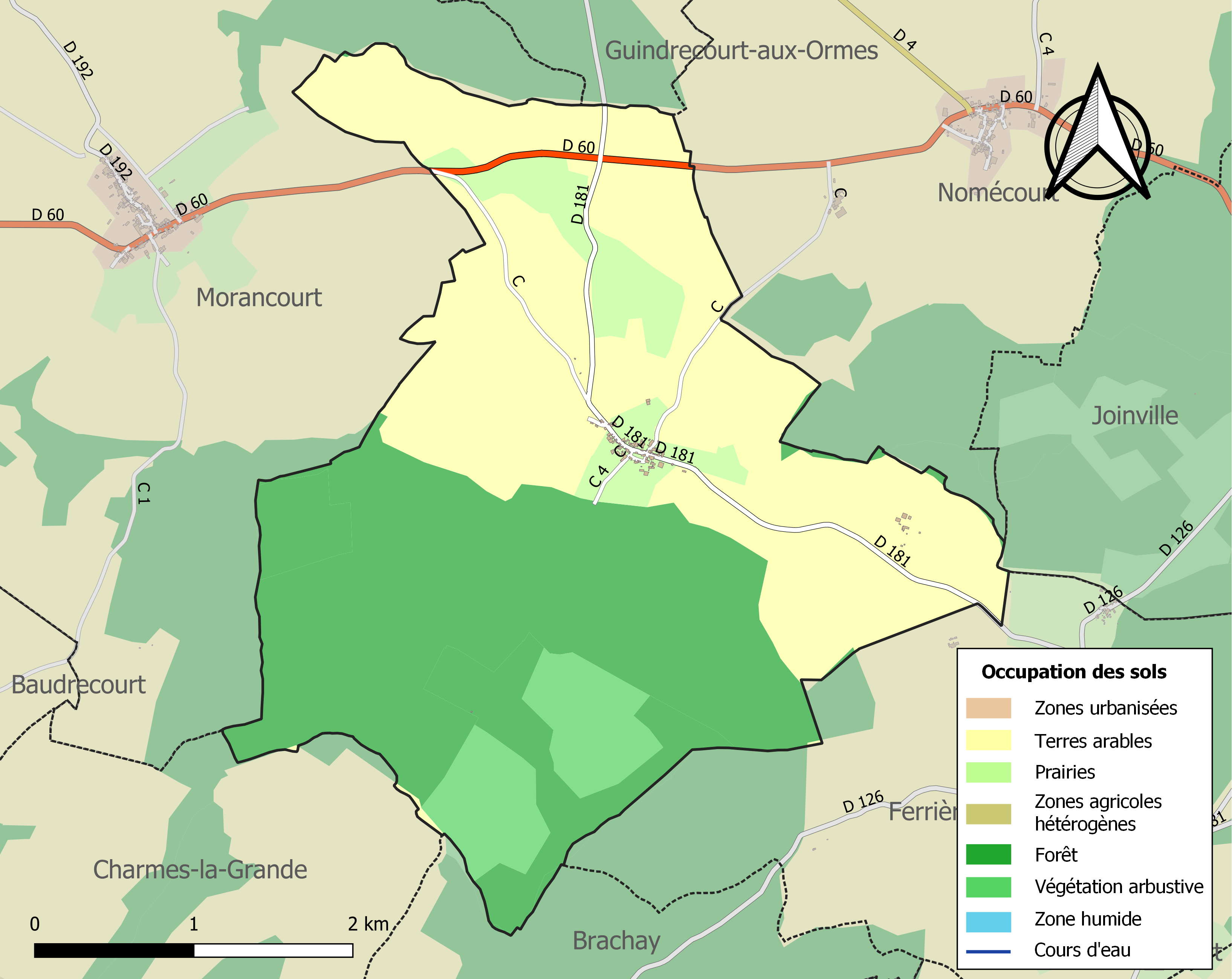
Carte des infrastructures et de l'occupation des sols de la commune en 2018 (CLC).

## Toponymie
Le nom de la localité est attesté sous les formes Nemus quod Mastons appellatur (1207) ; Maston (1209) ; La forest de Maaston (1264) ; « Partie de mon bois de Maton, qu'on apele le bois de Ferrieres » (1268) ; Maathons, Maathom (1312) ; Maathon (1320) ; Maatons (1407) ; Matons (1479) ; Mathons (1576) ; Mathon (1700).

Ce toponyme était à l'origine le nom d'une forêt. La charte d'affranchissement [ de Mathons ] par Simon de Joinville est de 1208 et constate son origine récente, « in silva de Mathons villam de novo constructam (Une villa nouvellement construite dans la forêt des Mathons)»,. C'est la forêt de Mathons qui a donné son nom,.

Issu du terme latin mata, d’origine pré-celtique, est courant pour désigner une touffe d’herbe (una mata d’èrba « un buisson d'herbe »), un ensemble de rejetons poussant sur un vieux tronc d’arbre étêté (una mata de brancas « un buisson de branche ») et, dans le domaine toponymique, un fourré, un bouquet d’arbres, une forêt ou un buisson. C’est le plus connu des termes d’origine pré-indo-européenne relatifs à la végétation sylvestre : il désigne constamment, dans les toponymes, des zones broussailleuses, des zones boisées sur butte ou croupe ayant résisté à la déforestation due à la mise en culture. Le terme mata désigne, aussi, en toponymie un « petit bois », souvent juché sur un petit tertre , avec le suffixe –onem forme le nom de Mathons, au cœur de la forêt du même nom.

## Histoire
Mathons est une ville neuve fondée au début du XIIIe siècle et affranchie selon la coutume de Beaumont dès 1208 par Simon de Joinville, sénéchal de Champagne, qui atteste son origine récente et qui indique que son nom est d'abord celui de la forêt. Puis en 1218, Simon accorde aux religieux de l'abbaye de La Crête un lieu dans la forêt pour y fabriquer du charbon. C'est donc probablement grâce à des ouvriers charbonniers que le village s'accroit et prospère,.
La forêt de Mathons abrite également un prieuré de l'ordre de Grandmont, appelé communément prieuré des ermites ou des Bons-Hommes, fondé à la fin du XIIe siècle par Geoffroy III de Joinville sous le vocable de Saint-Fiacre. Il était primitivement une abbaye avant d'être réuni à l'abbaye de Macheret par une bulle papale de 1356. Le prieuré est maintenant une simple ferme, mais toujours appelée ferme des Bons-Hommes,.

## Politique et administration

### Liste des maires
| Période                                  | Période  | Identité          | Étiquette | Qualité            |
| ---------------------------------------- | -------- | ----------------- | --------- | ------------------ |
| Les données manquantes sont à compléter. |          |                   |           |                    |
| 1984                                     | 1990     | Léon Pincemaille  |           |                    |
| 1990                                     | 2001     | Jean Graillot     |           |                    |
| 2001                                     | 2010     | Alain Bruncher    |           |                    |
| 2010                                     | 2014     | Michel Truilhé    |           |                    |
| 2014                                     | En cours | Laure Plantegenet |           | Assistante sociale |

## Population et société

### Démographie
L'évolution du nombre d'habitants est connue à travers les recensements de la population effectués dans la commune depuis 1793. Pour les communes de moins de 10 000 habitants, une enquête de recensement portant sur toute la population est réalisée tous les cinq ans, les populations de référence des années intermédiaires étant quant à elles estimées par interpolation ou extrapolation. Pour la commune, le premier recensement exhaustif entrant dans le cadre du nouveau dispositif a été réalisé en 2007.

En 2022, la commune comptait 69 habitants, en évolution de +1,47 % par rapport à 2016 (Haute-Marne : −4,62 %, France hors Mayotte : +2,11 %).
| 1793 | 1800 | 1806 | 1821 | 1831 | 1836 | 1841 | 1846 | 1851 |
| ---- | ---- | ---- | ---- | ---- | ---- | ---- | ---- | ---- |
| 269  | 265  | 267  | 203  | 293  | 299  | 300  | 312  | 321  |

| 1856 | 1861 | 1866 | 1872 | 1876 | 1881 | 1886 | 1891 | 1896 |
| ---- | ---- | ---- | ---- | ---- | ---- | ---- | ---- | ---- |
| 312  | 303  | 267  | 257  | 263  | 214  | 195  | 180  | 165  |

| 1901 | 1906 | 1911 | 1921 | 1926 | 1931 | 1936 | 1946 | 1954 |
| ---- | ---- | ---- | ---- | ---- | ---- | ---- | ---- | ---- |
| 151  | 157  | 154  | 142  | 110  | 112  | 99   | 116  | 103  |

| 1962 | 1968 | 1975 | 1982 | 1990 | 1999 | 2006 | 2007 | 2012 |
| ---- | ---- | ---- | ---- | ---- | ---- | ---- | ---- | ---- |
| 92   | 75   | 68   | 55   | 51   | 52   | 56   | 57   | 68   |

| 2017 | 2022 | - | - | - | - | - | - | - |
| ---- | ---- | - | - | - | - | - | - | - |
| 65   | 69   | - | - | - | - | - | - | - |

## Culture locale et patrimoine

### Lieux, monuments et même objets…

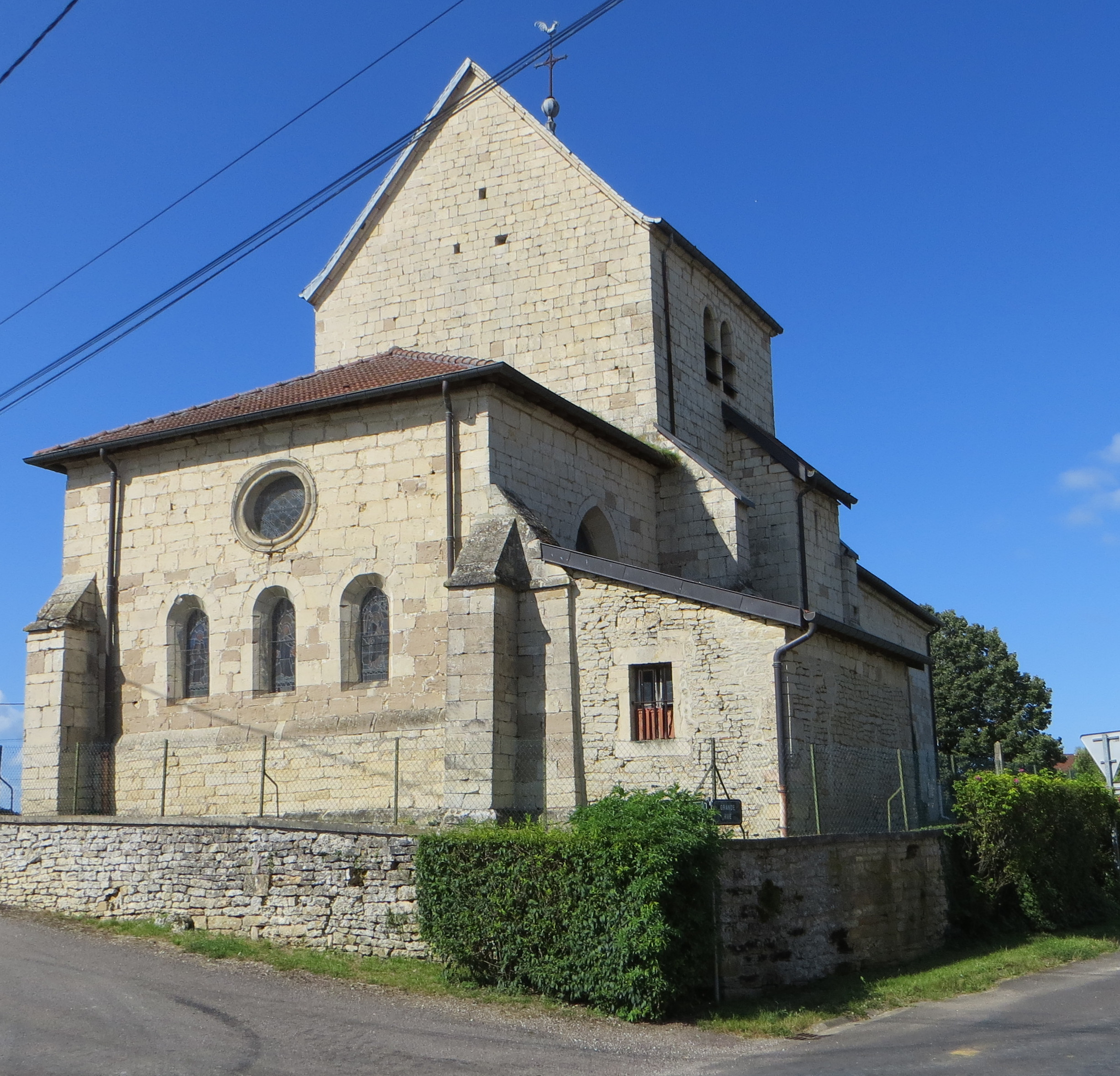
Église Notre-Dame-de-l'Assomption - Cloche de l'église sonnant à 11h: Fichier:Mathons - Église Notre-Dame-de-l'Assomption - 11h.ogg

- L'église Notre-Dame-de-l'Assomption (fin XIIe à début XIIIe) classée pour ses fresques probablement du XIVe siècle dont certaines sont dans un bon état de conservation. Elles représentent des saints et saintes sur les murs de la nef. Nous pouvons y voir sainte Marguerite sortir du ventre du dragon terrassé dont l'ombre est en train de se détacher. Saint Philippe et saint Thomas entre autres sont également présents.
- Les vestiges du prieuré des Bonshommes (désignant les Grandmontains : membres de l'ordre religieux de Grandmont inspiré par saint Étienne de Muret) sont désormais très peu visibles et de plus dans une propriété privée. Mais le rayonnement de ces lieux fut important au Moyen Âge notamment avec le commerce de denrées alimentaires et les échanges intellectuels.
- Deux objets nous sont parvenus :
  - Le bas-relief en pierre intitulé le Silence de Carrache visible sur le maître-autel de l'église communale et offert à la commune par le propriétaire de l'ancien prieuré.
  - La croix de Mathons, crucifix en émaux sur cuivre, de trente-cinq centimètres de haut et vingt-cinq de large qui se compose de la croix principale complétée de quatre éléments à chaque extrémité (dont trois ont été répertoriés). Sur ceux à la gauche et à la droite du Christ sont représentés des animaux divins (un lion et un bœuf ailés, symboles de saint Marc et de saint Luc tenant quelque chose dans leurs pattes probablement les Saintes Écritures). L'élément inférieur représente un saint tenant sur la poitrine une tablette. L'élément supérieur serait décoré également d'une représentation d'un personnage. Cette œuvre se trouve au Musée national du Moyen Âge de Cluny (Paris)[23].

La croix de Mathons est attribuée au maître de l'autel de Grandmont (dont dépend le prieuré des Bonshommes (sur la commune de Mathons). Plusieurs symboles des évangélistes sont présents notamment sur les potences de la croix qui disposent de palmettes dorées, ourlée d'une zone émaillée en dégradée. Cette particularité se rencontre sur l'épaule et la cuisse du lion et du bœuf (potences latérales de l'œuvre) mais aussi sur l'aigle de saint Jean (présence sur une potence probablement du sommet (jadis propriété de Martin Le Roy)). La potence du pied (inférieure) n'a pas de reconnaissance, nous pouvons y observer un saint (probablement un évangéliste si nous nous référons aux symboles couramment utilisés par l'ordre) debout sur un arc de couleur, tenant une tablette et montrant sa main droite en forme de bénédiction. Plusieurs exemples de croix émaillées (un peu différentes sont visibles notamment dans les collections du Limousin (origine de l'ordre).
Cette œuvre (avec d'autres) est représentative de l'école d'orfèvrerie de Grandmont (issue des principes de vie de saint Étienne) qui s'ajoute aux capacités et spécificités de bâtisseurs de l'Ordre. En effet, sans doute grâce à la générosité des rois d'Angleterre principalement, Grandmont put entretenir une école d'orfèvrerie. C'est l'ordre de Grandmont qui diffusa les émaux limousins en France. De nombreuses dépendances grandmontaines possédaient des croix ou des reliquaires émaillés. Cette école fut enfin reconnue, et admirée, dès le milieu du XIXe siècle, une centaine d'années trop tard malheureusement, car la Révolution avait envoyé à la fonte les plus beaux exemplaires de cette école. Ce sont donc des vestiges qu'il nous reste, dont la collection réunie par Edmond du Sommerard, qui se trouve actuellement au Musée national du Moyen Âge (Cluny) à Paris.
Voir aussi la Châsse de Mathons (reliquaire en émaux à champs levés) inscrite au trésor de la cathédrale de Troyes.
- Le plus bel exemple du passé et de son activité de sylviculture reste sans doute sa « forêt de Mathons » qui se trouve au sud du village et permet de longues promenades en pleine nature (attention aux 4x4 qui disposent d'un petit parcours dans une portion) renseignez-vous également sur les périodes de chasse. Vous y rencontrerez également la stèle en souvenir des maquisards fusillés (voir article sur l'histoire de Mathons) situé à l'entrée de la forêt.
- Est présent également un beau lavoir à l'ouest de la commune.
- Sans oublier la fameuse « rue du Lac » et son hôtel qui prouvent que les habitants ont de l'humour. Le lac n'est en fait qu'une petite mare (boueuse à l'époque) aujourd'hui comblée, se situant derrière la mairie actuelle. Son fameux hôtel comportait une chambre avec vue... sur le lac bien sûr. Café, restaurant, tabac, téléphone et hôtel, on trouvait de tout dans cet établissement.

### Les petites choses de la vie
L'association Saint Fiacre, soutenue par des bénévoles, œuvre dans la commune pour l'embellissement (fleurissement estival des édifices et illuminations de Noël) et pour la conservation historique (ouverture de l'église aux journées du patrimoine).
Construit par les bénévoles de la commune, le camping « La Croix » situé à la croisée des chemins, à l'entrée du village.
En 2004, Mathons s'est équipé d'une connexion haut débit internet par satellite et Wifi. C'est l'un des tout premiers villages en France à proposer aux habitants une connexion à internet par ondes radio (Wifi)[réf. nécessaire] mais la particularité se présente également par une émission/réception via un satellite.
En 2006, les habitants ont voté pour attribuer un nom à chacune de leurs rues.